# Denís Yúrchenko
Denis Yurchenko (Ucrania, 27 de enero de 1978) es un atleta ucraniano especializado en la prueba de salto con pértiga, en la que consiguió ser medallista de bronce mundial en pista cubierta en 2004.

## Carrera deportiva
En el Campeonato Mundial de Atletismo en Pista Cubierta de 2004 ganó la medalla de bronce en el salto con pértiga, con un salto por encima de 5.70 metros, tras el ruso Igor Pavlov y el checo Adam Ptácek (plata también 5.70 metros pero en menos intentos).